# Cristina di Holstein-Gottorp
Cristina di Holstein-Gottorp (Kiel, 13 aprile 1573 – Castello di Gripsholm, 8 dicembre 1625) fu una regina consorte di Svezia come consorte di Carlo IX di Svezia, fu madre di Gustavo II Adolfo di Svezia, e una Reggente di Svezia.

## Biografia
Era figlia di Adolfo di Holstein-Gottorp, duca di Holstein-Gottorp dal 1533 al 1586, e di Cristina d'Assia.

## Matrimonio
Nel 1586, è stata suggerita come moglie per Sigismondo di Polonia, ma non accadde nulla.
Venne data in sposa a Carlo Vasa, reggente di Svezia e vedovo nel 1589 di Anna Maria di Wittelsbach-Simmern. Le nozze vennero celebrate a Nyköping il 27 agosto 1592.
Diede al marito sei figli:
- Cristina Vasa (Nyköping, 26 novembre 1593- Nyköping, 25 maggio 1594);
- Gustavo II Adolfo di Svezia (Stoccolma, 19 dicembre 1594-battaglia di Lützen, 16 novembre 1632), che sposò Maria Eleonora del Brandeburgo e fu padre di Cristina di Svezia;
- Maria Elisabetta Vasa (Örebro, 10 marzo 1596-Braaborg, 7 agosto 1618), che sposò Giovanni Vasa;
- Carlo Filippo Vasa (Reval, 22 aprile 1601-Narva, 25 gennaio 1622), che sposò morganaticamente Elisabet Ribbing;
- un bambino (20 luglio 1606).

Nel 1604 divenne regina consorte di Svezia, titolo che mantenne fino alla morte del marito, avvenuta il 30 ottobre 1611 a Nyköping. Venne incoronata insieme al marito nella Cattedrale di Uppsala nel 1607.
La regina Cristina era una persona autoritaria e volitiva, con un forte senso di economia. Era sia rispettata e temuta. Venne descritta come dura, testarda e avara, e si afferma che, mentre la ex moglie del marito, cercò sempre di convincerlo a mostrare indulgenza nei suoi atti, Cristina fece il contrario. Il suo matrimonio fu considerato felice, anche se il marito non era fedele, ed erano molto simili nella personalità. Spesso lo accompagnava nei suoi viaggi, tra i quali per l'Estonia e la Finlandia nel 1600-1601.
Si è comportata come reggente durante l'assenza del marito nel 1605. È noto anche per aver impedito l'elezione del figlio minore al trono del russo nel 1610-1612.
Nel 1611 divenne re di Svezia loro figlio Gustavo Adolfo II. Come reggente venne nominato il fratellastro di Carlo, Giovanni duca di Östergötland. Cristina invece assunse la reggenza per il suo secondogenito Carlo Filippo, duca di Södermanland, Nerike e Värmland, e la mantenne fino alla sua morte avvenuta nel 1622.

## Ascendenza
|                              |                      |                              | Genitori                          |  |  | Nonni |  |  | Bisnonni                 |  |  | Trisnonni             |  |
|                              |                      |                              |                                   |  |  |       |  |  | Cristiano I di Danimarca |  |  | Dietrich di Oldenburg |  |
|                              |                      |                              |                                   |  |  |       |  |  | Cristiano I di Danimarca |  |  | Dietrich di Oldenburg |  |
|                              |                      | Edvige di Schauenburg        |                                   |  |  |       |  |  | Cristiano I di Danimarca |  |  |                       |  |
| Federico I di Danimarca      |                      |                              |                                   |  |  |       |  |  | Cristiano I di Danimarca |  |  |                       |  |
|                              |                      | Dorotea di Brandeburgo       | Federico I di Brandeburgo         |  |  |       |  |  |                          |  |  |                       |  |
|                              |                      | Dorotea di Brandeburgo       | Federico I di Brandeburgo         |  |  |       |  |  |                          |  |  |                       |  |
|                              |                      | Dorotea di Brandeburgo       | Elisabetta di Baviera-Landshut    |  |  |       |  |  |                          |  |  |                       |  |
| Adolfo di Holstein-Gottorp   |                      | Dorotea di Brandeburgo       |                                   |  |  |       |  |  |                          |  |  |                       |  |
|                              |                      | Boghislao X di Pomerania     | Eric II di Pomerania-Wolgast      |  |  |       |  |  |                          |  |  |                       |  |
|                              |                      | Boghislao X di Pomerania     | Eric II di Pomerania-Wolgast      |  |  |       |  |  |                          |  |  |                       |  |
|                              |                      | Boghislao X di Pomerania     | Sofia di Pomerania-Stolp          |  |  |       |  |  |                          |  |  |                       |  |
| Sofia di Pomerania           |                      | Boghislao X di Pomerania     |                                   |  |  |       |  |  |                          |  |  |                       |  |
|                              |                      | Anna di Polonia              | Casimiro IV di Polonia            |  |  |       |  |  |                          |  |  |                       |  |
|                              |                      | Anna di Polonia              | Casimiro IV di Polonia            |  |  |       |  |  |                          |  |  |                       |  |
|                              |                      | Anna di Polonia              | Elisabetta d'Asburgo              |  |  |       |  |  |                          |  |  |                       |  |
| Cristina di Holstein-Gottorp |                      | Anna di Polonia              |                                   |  |  |       |  |  |                          |  |  |                       |  |
|                              | Guglielmo II d'Assia | Ludovico II d'Assia          |                                   |  |  |       |  |  |                          |  |  |                       |  |
|                              | Guglielmo II d'Assia | Ludovico II d'Assia          |                                   |  |  |       |  |  |                          |  |  |                       |  |
|                              | Guglielmo II d'Assia | Matilde di Württemberg-Urach |                                   |  |  |       |  |  |                          |  |  |                       |  |
| Filippo I d'Assia            | Guglielmo II d'Assia |                              |                                   |  |  |       |  |  |                          |  |  |                       |  |
|                              |                      | Anna di Meclemburgo-Schwerin | Magnus II di Meclemburgo-Schwerin |  |  |       |  |  |                          |  |  |                       |  |
|                              |                      | Anna di Meclemburgo-Schwerin | Magnus II di Meclemburgo-Schwerin |  |  |       |  |  |                          |  |  |                       |  |
|                              |                      | Anna di Meclemburgo-Schwerin | Sofia di Pomerania-Wolgast        |  |  |       |  |  |                          |  |  |                       |  |
| Cristina d'Assia             |                      | Anna di Meclemburgo-Schwerin |                                   |  |  |       |  |  |                          |  |  |                       |  |
|                              |                      | Ernesto di Sassonia          | Federico II di Sassonia           |  |  |       |  |  |                          |  |  |                       |  |
|                              |                      | Ernesto di Sassonia          | Federico II di Sassonia           |  |  |       |  |  |                          |  |  |                       |  |
|                              |                      | Ernesto di Sassonia          | Margherita d'Austria              |  |  |       |  |  |                          |  |  |                       |  |
| Cristina di Sassonia         |                      | Ernesto di Sassonia          |                                   |  |  |       |  |  |                          |  |  |                       |  |
|                              |                      | Elisabetta di Baviera        | Alberto III di Baviera            |  |  |       |  |  |                          |  |  |                       |  |
|                              |                      | Elisabetta di Baviera        | Alberto III di Baviera            |  |  |       |  |  |                          |  |  |                       |  |
|                              |                      | Elisabetta di Baviera        | Anna di Braunschweig-Grubenhagen  |  |  |       |  |  |                          |  |  |                       |  |
|                              |                      | Elisabetta di Baviera        |                                   |  |  |       |  |  |                          |  |  |                       |  |